# تاریخچه باشگاه فوتبال منچستر یونایتد (۲۰۱۳–۱۹۸۶)

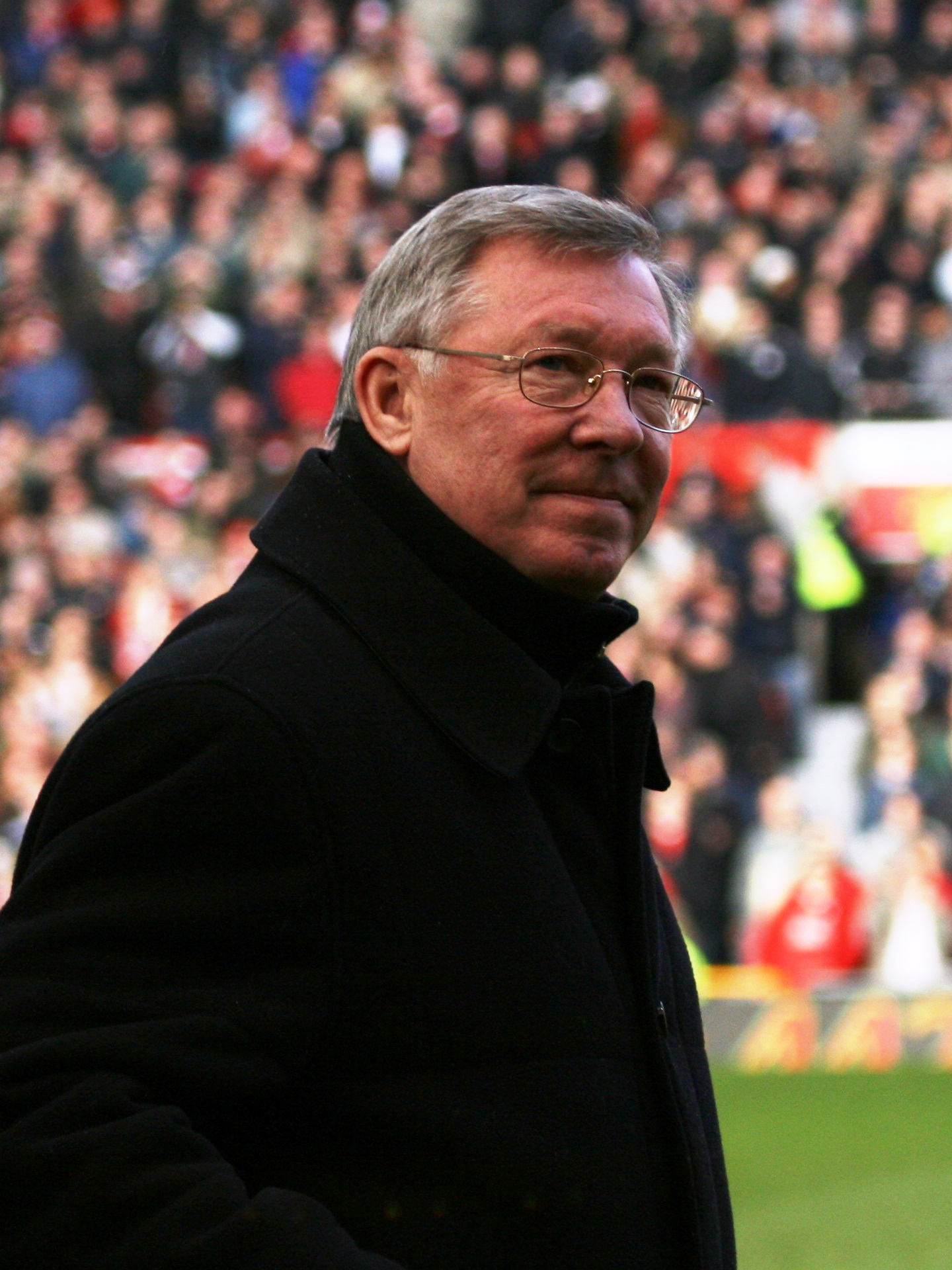
سر الکس فرگوسن

الکس فرگوسن و دستیارش آرچی ناکس در روز برکناری اتکینسون از تیم آبردین به منچستر یونایتد آمدند و با هدایت آن‌ها، باشگاه در آن فصل به رتبهٔ یازدهم لیگ دست یافت. با وجود این که فرگوسن منچستر یونایتد را در فصل ۸۸–۱۹۸۷ در لیگ به مقام دوم رساند، ولی در فصل بعدی دوباره منچستر یونایتد یازدهم شد. فرگوسن در آستانهٔ برکناری بود، ولی با شکست دادن کریستال پالاس، آن‌ها قهرمان جام حذفی سال ۱۹۹۰ شدند و فرگوسن در سمت خود باقی‌ماند. در فصل بعد منچستر یونایتد برای اولین بار در جام در جام اروپا قهرمان شد و در بازی سوپر جام اروپا با یک گل، ستاره سرخ بلگراد، قهرمان لیگ قهرمانان اروپا را شکست داد و سوپر جام اروپا را نیز به دست آورد. در فصل بعدی منچستر یونایتد در ومبلی تیم ناتینگهام فارست را یک بر صفر شکست داد و عنوان قهرمانی جام اتحادیه را به دست آورد. در سال ۱۹۹۳ باشگاه برای اولین پس از سال ۱۹۶۷، قهرمان لیگ برتر شد و در فصل بعدی نیز منچستر یونایتد جام حذفی و لیگ برتر را فتح کرد.

رایان گیگز، دارای رکورد بیشترین بازی در لیگ برتر انگلستان

در فصل ۹۹–۱۹۹۸ منچستر یونایتد به نخستین تیم انگلیسی تبدیل شد که هر سه جام لیگ برتر، جام حذفی و لیگ قهرمانان اروپا را در یک فصل به دست می‌آورد. در حقیقت منچستر یونایتد تنها تیم انگلیسی است که سه‌گانه را در کارنامهٔ خود ثبت کرده‌است. آن‌ها در فینال لیگ قهرمانان سال ۱۹۹۹ در حالی که از بایرن مونیخ با یک گل عقب بودند، در وقت‌های اضافه با گل‌های اوله گانر سولسشیر و تدی شرینگهام به پیروزی رسیدند. همچنین با شکست دادن تیم پالمیراس در توکیو، جام بین قاره‌ای را نیز به دست آوردند. پس از آن، فرگوسن به خاطر خدمات خود به فوتبال به عنوان یک قهرمان شناخته می‌شد.

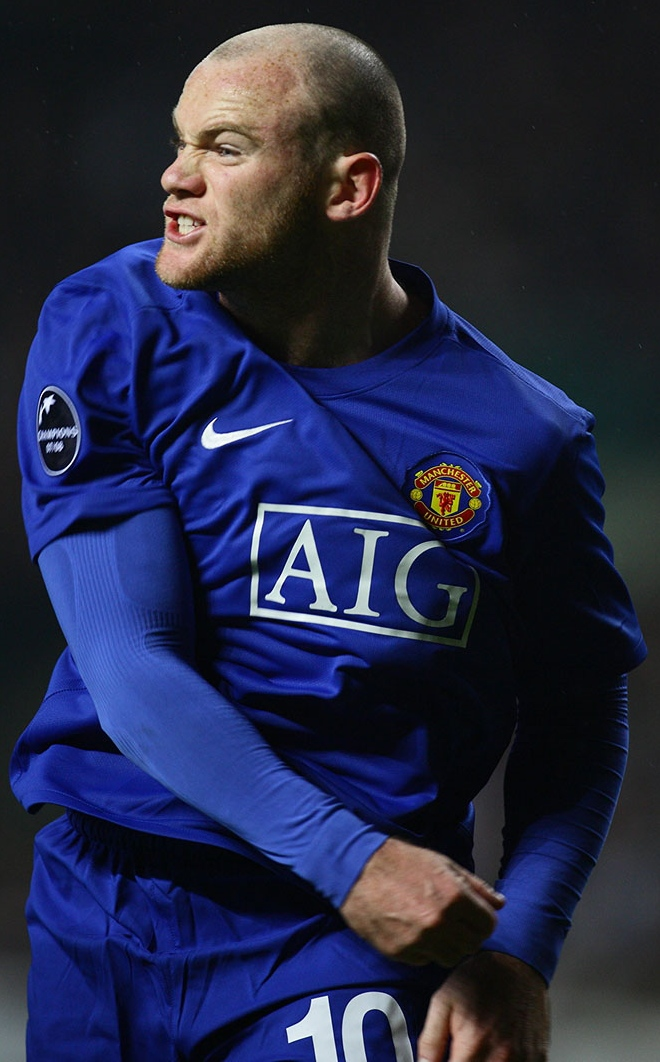
وین رونی

در سال ۲۰۰۰، منچستر یونایتد به جام باشگاه‌های جهان راه یافت و لیگ برتر را نیز دوباره در فصل‌های ۲۰۰۰–۱۹۹۹ و ۲۰۰۱–۲۰۰۰ فتح کرد. آن‌ها در فصل ۲۰۰۲–۲۰۰۱ نایب قهرمان لیگ شدند و در فصل بعد، دوباره عنوان قهرمانی را به دست آوردند. قهرمانی جام حذفی فصل ۲۰۰۴–۲۰۰۳ نیز نصیب منچستر یونایتد شد. در فصل ۲۰۰۶–۲۰۰۵ منچستر یونایتد برای اولین بار در تاریخ خود، از راه‌یابی به مرحله حذفی لیگ قهرمانان اروپا بازماند. اما با نایب قهرمانی در لیگ برتر و قهرمانی در جام اتحادیه، این امر را جبران کرد. منچستر یونایتد در فصل‌های ۰۷–۲۰۰۶ و ۰۸–۲۰۰۷ قهرمان لیگ برتر شد و در سال ۲۰۰۸ با شکست ۶ بر ۵ تیم چلسی در ضربات پنالتی (۱ بر ۱ مساوی در وقت قانونی و اضافه) قهرمان اروپا شد. در این بازی، رایان گیگز برای ۷۵۹مین بار برای منچستر یونایتد به میدان رفت و رکورد بابی چارلتون را شکست. در دسامبر همان سال، منچستر یونایتد قهرمان باشگاه‌های جهان شد و در فصل ۰۹–۲۰۰۸ در جام اتحادیه عنوان قهرمانی را کسب کرد. در تابستان آن سال، کریستیانو رونالدو با مبلغ ۸۰ میلیون پوند به رئال مادرید فروخته شد. در سال ۲۰۱۰ منچستریونایتد ۲ بر ۱ استون ویلا را در بازی نهایی جام اتحادیه شکست داد و توانست برای اولین بار در یک جام حذفی، از مقام قهرمانی خود دفاع کند.
منچستر یونایتد در فصل ۱۰–۲۰۰۹ به مقام نایب قهرمانی رسید. اما در فصل ۱۱–۲۰۱۰، برای نوزدهمین بار در لیگ برتر قهرمان شد. منچستر یونایتد با کسب این عنوان، رکورد ۱۸ قهرمانی تیم لیورپول در لیگ را شکست و به پرافتخارترین تیم باشگاهی در لیگ برتر انگلستان تبدیل شد.

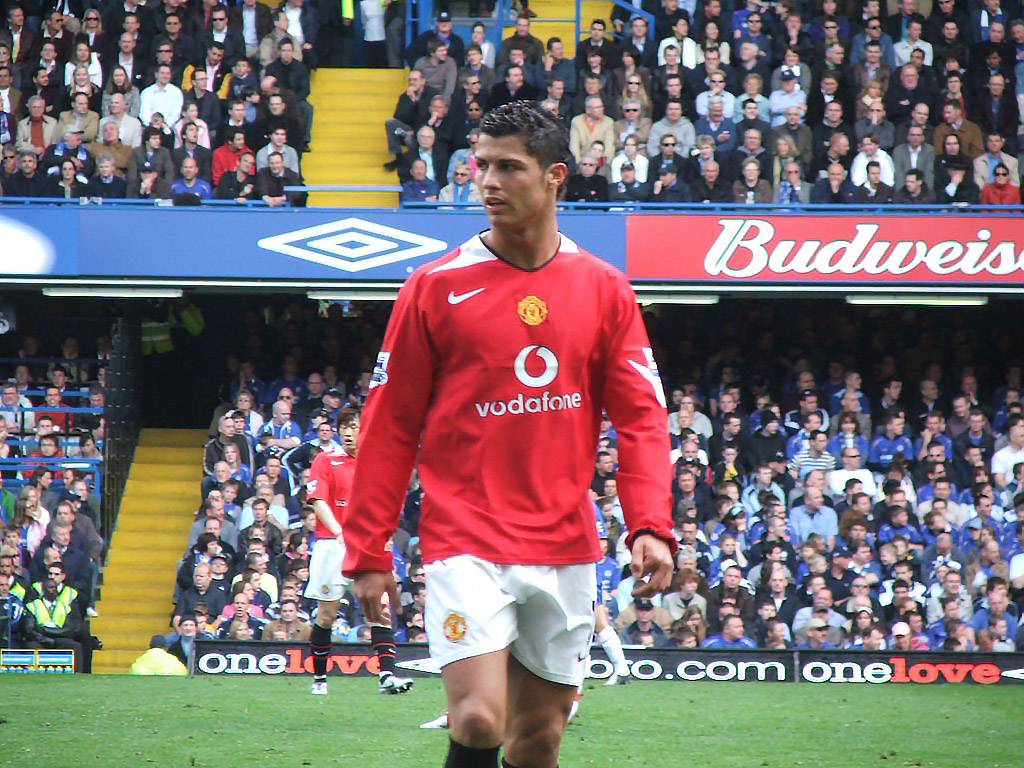
کریستیانو رونالدو

بعد از نایب قهرمانی در فصل ۱۲–۲۰۱۱، منچستر یونایتد در فصل ۱۳–۲۰۱۲ توانست برای بیستمین بار قهرمان لیگ برتر شود. روز ۸ مهٔ ۲۰۱۳، فرگوسن اعلام کرد که در پایان فصل بازنشسته می‌شود، اما به عنوان عضو هیئت رئیسه و سفیر، به فعالیتش در این باشگاه ادامه می‌دهد. یک روز بعد، باشگاه منچستر یونایتد اعلام کرد که دیوید مویس با منچستر یونایتد قرارداد ۶ ساله امضا کرده و هدایت این تیم را بر عهده خواهد گرفت.